# Cantó de Villaines-la-Juhel
El cantó de Villaines-la-Juhel és un cantó francès del departament del Mayenne, situat al districte de Mayenne. Té 10 municipis i el cap és Villaines-la-Juhel.

## Municipis
- Averton
- Courcité
- Crennes-sur-Fraubée
- Gesvres
- Loupfougères
- Saint-Aubin-du-Désert
- Saint-Germain-de-Coulamer
- Saint-Mars-du-Désert
- Villaines-la-Juhel
- Villepail

## Història
| Data d'elecció                           | Identitat       | Partit                     | Qualitat |
| ---------------------------------------- | --------------- | -------------------------- | -------- |
| 1951-1970                                | Robert Buron    | MRP, després Divers gauche |          |
| 1970-197.                                | Jean du Chalard | Divers droite              |          |
| 197.-198.                                | Henri Schmitt   | Divers droite              |          |
| 198.-2001                                | Pierre Gourdin  | UDF                        |          |
| 2001-                                    | Daniel Lenoir   | Divers droite              |          |
| les dades anteriors no són pas conegudes |                 |                            |          |
|                                          |                 |                            |          |

## Demografia
| A partir de 1990: Població sense dobles comptes |